# Rainitsimbazafy
Rainitsimbazafy var en politiker från Madagaskar och landets premiärminister 15 oktober 1895-september 1896.
Rainitsimbazafy tjänstgjorde vid Madagaskars hov och var före sin tid som premiärminister medlem av regeringen 1875-1895, bland annat som inrikesminister. Efter att huvudstaden Antananarivo 1895 föll efter ett  franskt anfall avsattes den dåvarande premiärministern Rainilaiarivony och ersattes då av Rainitsimbazafy.